# Fasterfox
Fasterfox é uma extensão para Mozilla Firefox, em que promete-se  a melhorar a velocidade de conexão. Possui um bloqueador de pop-ups, um cronometro para medir o tempo de carregamento das páginas, além de configurações pré-determinadas para melhorar a conexão do Firefox, e ainda é possivel ajustar as configurações manualmente (para usuários avançados).